# Biao-Jiao Mien jezik
Biao-Jiao Mien jezik (biao chao, byau min; ISO 639-3: bje), jedan od pet jao (mien ) jezika, jedini predstavnik podskupine biao-jiao, porodica mjao-jao (hmong-mien), kojim govori 43 000 ljudi (Wang and Mao 1995) u kineskoj autonomnoj regiji Guangxi Zhuang i provinciji Hunan. 
Ima dva dijalekta: biao min (biaomin, biao mien, dongshan yao) i jiaogong mian (chao kong meng, shikou). Etnički čine dio nacionalnosti Jao

## Vanjske poveznice
- Ethnologue (14th)
- Ethnologue (15th)